# Schiefe Brücke (Olfen)

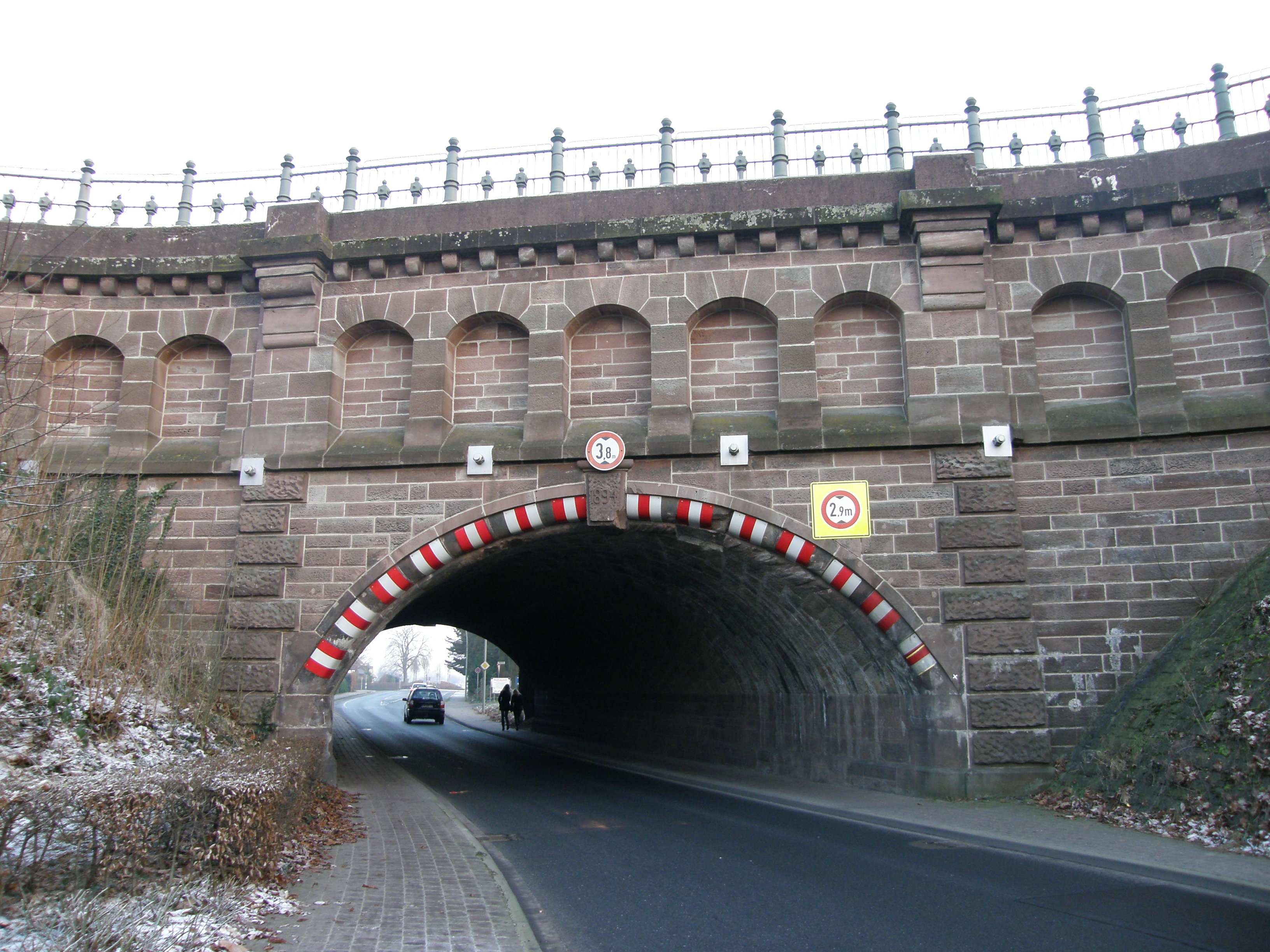
Schiefe Brücke

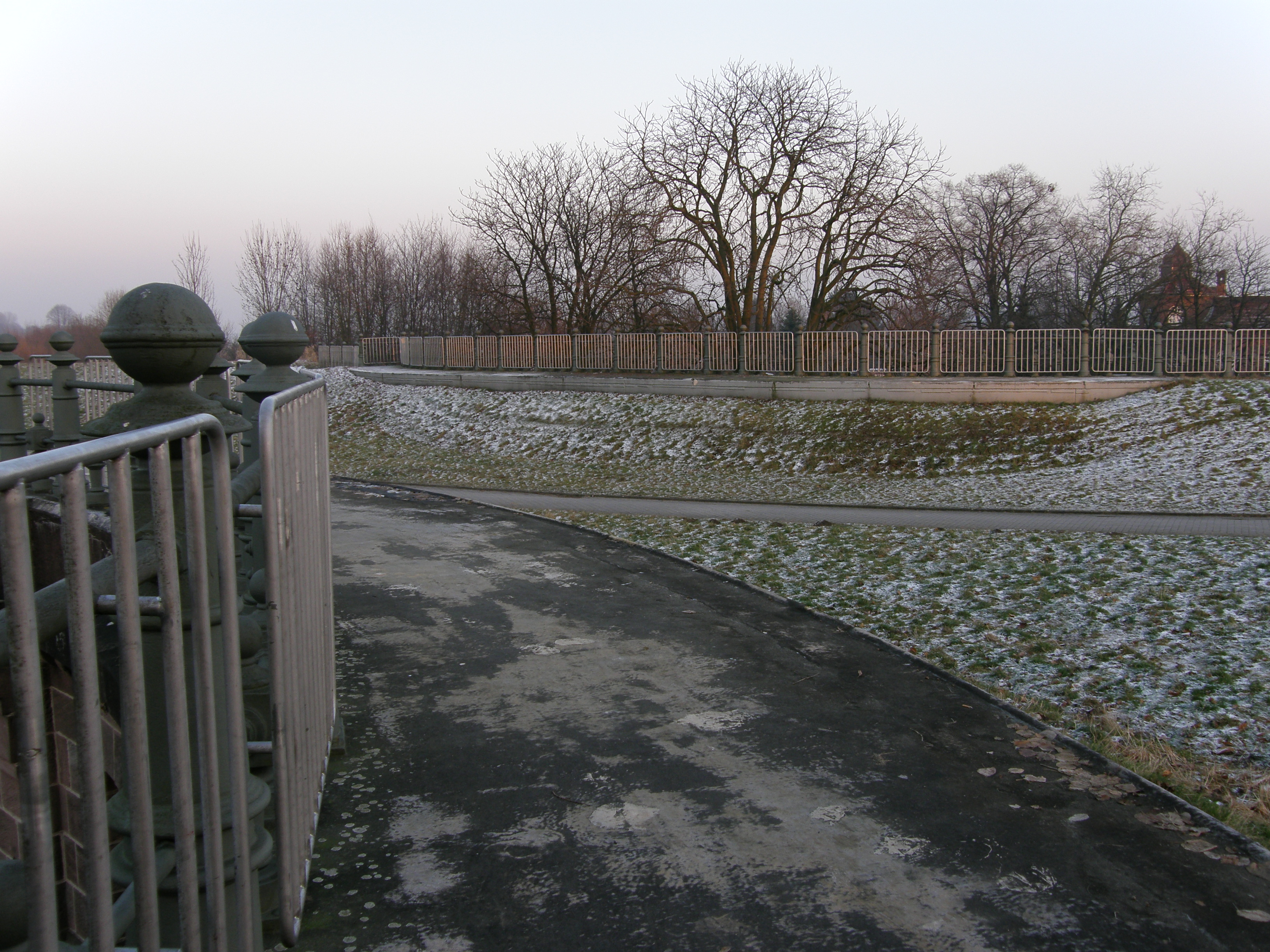
Der leere Brückentrog mit Rad- und Fußgängerwegen

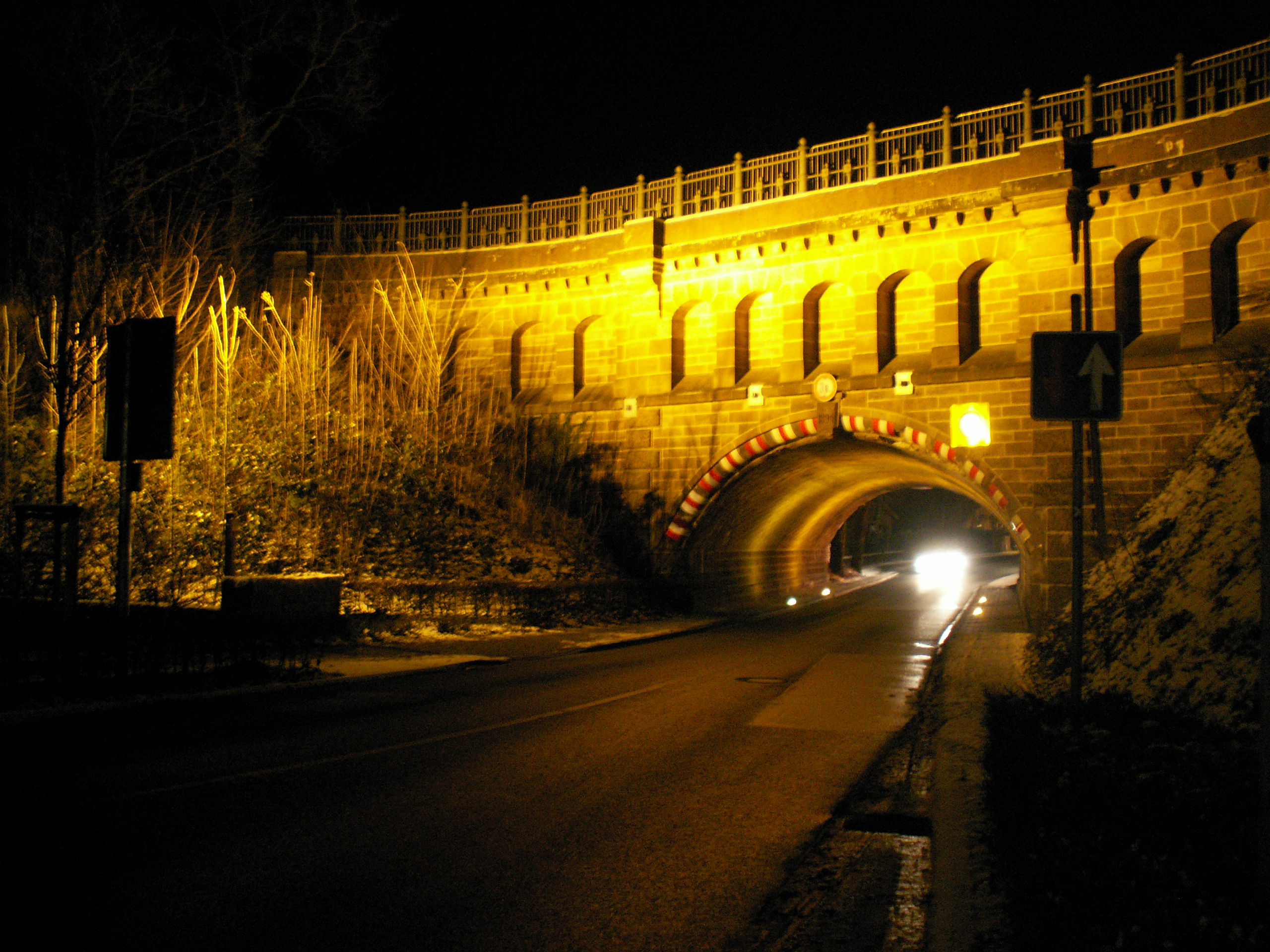
Abendliche Beleuchtung

Die „Schiefe Brücke“ führte die Alte Fahrt des Dortmund-Ems-Kanals über die Oststraße, die ehemalige B 235, in Olfen. Heute ist der Brückentrog nicht mehr mit Wasser gefüllt und wird als Rad- und Wanderweg genutzt.
Die Brücke ist eines der vier historischen Brückenbauwerke der Alten Fahrt des Dortmund-Ems-Kanals (abgekürzt DEK) zwischen Datteln und Olfen. Weiter südlich überquert der DEK den Pelkumer Weg und mit der Kanalbrücke Alte Fahrt die Lippe. Weiter nördlich führt eine Kanalbrücke über die Stever. 
Die „Schiefe Brücke“ wurde 1894 begonnen und 1897 fertiggestellt. Das Attribut „schief“ bezieht sich auf den 60-Grad-Winkel zwischen Kanaltrasse und Straßentrasse, während zu dieser Zeit aus technischen wie aus ökonomischen Gründen der rechte Winkel bei solchen Überführungsbauwerken der Normalfall war.
Die Brücke wurde unter Leitung des Königlich Preußischen Oberbaudirektors Karl Hinckeldeyn im Stil des Historismus entworfen. Ihre Stirnflächen wurden – in Gegensatz zu den meisten anderen Kunstbauten des Kanals – in rötlichem Eichsfelder Sandstein aus dem Arenhausener Bruch bei Kassel ausgeführt, da sich dieser besser für die handwerkliche Ausführung der gliedernden Architekturelemente eignete. Der Mittelteil der Brücke mit der Durchfahrtsöffnung tritt an beiden Stirnflächen in der Art eines Risalits etwas hervor und ist beiderseits durch eine Eckquaderung betont. Die Bogenöffnungen der Durchfahrt in  den Stirnflächen sind aus an der Kante abgerundeten Steinen gemauert; der hervorgehobene Schlussstein benennt das Jahr der Grundsteinlegung als Inschrift. 
1960 wurden zur Verstärkung des Bauwerkes über der Durchfahrtsöffnung vier Zuganker in Höhe der Kanalsohle eingezogen, deren helle Ankerplatten in den Stirnflächen deutlich auffallen.
1980 wurde die Straßenfahrbahn abgesenkt und damit in Straßenmitte eine Durchfahrtshöhe von 3,80 Metern geschaffen. 
1992 wurden im Rahmen der Vorbereitung zur 100-Jahr-Feier umfangreiche Restaurierungsarbeiten durchgeführt und unter anderem Replikate der alten gusseisernen Geländer eingebaut.
Die Brücke wird nachts auch an den Stirnflächen beleuchtet.